# Diocesi di Pertusa
La diocesi di Pertusa (in latino Dioecesis Pertusensis) è una sede soppressa e sede titolare della Chiesa cattolica.

## Storia
Pertusa, identificabile con El-Haraïria nell'odierna Tunisia, è un'antica sede episcopale della provincia romana dell'Africa Proconsolare, suffraganea dell'arcidiocesi di Cartagine.
È noto un solo vescovo di Pertusa, Marziale, che fu uno dei dodici consacranti del vescovo donatista dissidente Massimiano di Cartagine nel 392; fu condannato, assieme agli altri vescovi massimianisti, nel concilio donatista di Bagai del 394.
Dal 1933 Pertusa è annoverata tra le sedi vescovili titolari della Chiesa cattolica; dal 6 novembre 2024 il vescovo titolare è Fernando Enrique Ramón Casas, vescovo ausiliare di Valencia.

## Cronotassi

### Vescovi
- Marziale † (menzionato nel 394)

### Vescovi titolari
- Georges Joseph Haezaert, C.S.Sp. † (18 giugno 1935 - 29 settembre 1957 deceduto)
- Leonard Philip Cowley † (28 novembre 1957 - 18 agosto 1973 deceduto)
- George Kinzie Fitzsimons † (20 maggio 1975 - 28 marzo 1984 nominato vescovo di Salina)
- Kazimierz Górny (26 ottobre 1984 - 25 marzo 1992 nominato vescovo di Rzeszów)
- Roberto Rodríguez † (12 novembre 1992 - 23 giugno 1998 nominato vescovo di Villa María)
- Liborius Ndumbukuti Nashenda, O.M.I. (5 novembre 1998 - 21 settembre 2004 nominato arcivescovo di Windhoek)
- Philippe Jean-Charles Jourdan (1º aprile 2005 - 26 settembre 2024 nominato vescovo di Tallinn)
- Fernando Enrique Ramón Casas, dal 6 novembre 2024